# 行政院研究發展考核委員會
行政院研究發展考核委員會（簡稱研考會），為中華民國政府於1969年到2014年曾設立的一個部會，運作期間主要工作乃在運用科學方法負責辦理政策研究與規畫工作，對於政府施政計畫的執行則負責追蹤、管制與考核的工作，以期提高行政效率以及促進行政的現代化。

## 歷史
1966年，行政院成立「行政改革研究會」，由政務委員陳雪屏擔任召集人，依據行政三聯制原理，「研究發展、行政規畫、管制考核」來推動行政革新。
1969年3月，行政院正式成立「行政院研究發展考核委員會」。1987年1月14日，總統令制定公布《行政院研究發展考核委員會組織條例》，行政院研究發展考核委員會正式成為行政院常設機關。1987年11月，研考會《政府機關資訊通報》創刊。2004年，《政府機關資訊通報》增闢電子版。
2010年2月3日，總統令，修正公布《行政院組織法》、《中央行政機關組織基準法》、《中央政府機關總員額法》和《行政院功能業務與組織調整暫行條例》；行政院組織改造啟動。2012年5月20日，文化部成立，研考會政府出版品管理處併入文化部。
2013年8月21日，總統令制定公布《國家發展委員會組織法》及《國家發展委員會檔案管理局組織法》。
2014年1月22日，研考會與行政院經濟建設委員會合併改制為國家發展委員會。

## 歷任首長
行政改革研究會召集人
- 陳雪屏：1966年－1969年3月

行政院研究發展考核委員會主任委員
| 任別 | 姓名   | 就職時間       | 卸任時間              |
| ---- | ------ | -------------- | --------------------- |
| 1    | 陳雪屏 | 1969年3月      | 1972年5月31日         |
| 2    | 楊家麟 | 1972年6月1日   | 1976年6月10日         |
| 3    | 郭澄   | 1976年6月11日  | 1976年9月14日         |
| 4    | 魏鏞   | 1976年9月15日  | 1988年7月26日         |
| 5    | 馬英九 | 1988年7月27日  | 1991年6月27日         |
| 6    | 孫得雄 | 1991年6月28日  | 1994年12月13日        |
| 7    | 王仁宏 | 1994年12月14日 | 1996年6月9日          |
| 8    | 黃大洲 | 1996年6月10日  | 1997年8月31日         |
| 9    | 楊朝祥 | 1997年9月1日   | 1999年6月15日         |
| 10   | 魏啟林 | 1999年6月16日  | 2000年5月19日         |
| 11   | 林嘉誠 | 2000年5月20日  | 2004年5月19日         |
| 12   | 葉俊榮 | 2004年5月20日  | 2006年4月30日         |
| 代理 | 施能傑 | 2006年5月1日   | 2006年8月7日          |
| 13   | 施能傑 | 2006年8月8日   | 2008年5月19日         |
| 14   | 江宜樺 | 2008年5月20日  | 2009年9月9日          |
| 代理 | 宋餘俠 | 2009年9月10日  | 2009年9月29日         |
| 15   | 朱景鵬 | 2009年9月30日  | 2012年7月10日         |
| 16   | 宋餘俠 | 2012年7月11日  | 2014年1月21日（末任） |

## 原組織編制
- 主任委員
  - 副主任委員（二人）
  - 委員會議：置委員十餘人，分機關代表及專家學者兩種，必要時得召開臨時會議。
    - 主任秘書

行政業務部門
- 研究發展處
- 綜合計畫處
- 管制考核處
- 資訊管理處
- 地方發展處
- 秘書室
- 人事室
- 會計室
- 政風室

所屬機關
- 檔案管理局（今國家發展委員會檔案管理局）